# Андольсайм (кантон)
Андольса́йм (фр. Andolsheim) — упразднённый кантон во Франции, в департаменте Верхний Рейн в регионе Эльзас в округе Кольмар.
До реформы 2015 года в состав кантона административно входили 18 коммун:
| Код INSEE | Коммуна      | Французское название | Площадь, км² | Население, чел. (2012) |
| --------- | ------------ | -------------------- | ------------ | ---------------------- |
| 68007     | Андольсем    | Andolsheim           | 11,6         | 2240                   |
| 68009     | Арценхайм    | Artzenheim           | 9,69         | 803                    |
| 68019     | Бальтзенайм  | Baltzenheim          | 6,52         | 586                    |
| 68038     | Бишвир       | Bischwihr            | 3,23         | 956                    |
| 68076     | Дюрренентзен | Durrenentzen         | 6,24         | 935                    |
| 68095     | Фортшвир     | Fortschwihr          | 4,78         | 1178                   |
| 68110     | Грюссенайм   | Grussenheim          | 7,53         | 788                    |
| 68143     | ХольцвирА    | Holtzwihr            | 6,45         | 1358                   |
| 68145     | Орбур-Вир    | Horbourg-Wihr        | 9,42         | 5243                   |
| 68146     | Усен         | Houssen              | 6,70         | 1831                   |
| 68157     | Жебсайм      | Jebsheim             | 14,85        | 1207                   |
| 68172     | Кюнайм       | Kunheim              | 11,75        | 1785                   |
| 68227     | Мюнтсенайм   | Muntzenheim          | 6,48         | 1118                   |
| 68272     | РидвирА      | Riedwihr             | 3,04         | 401                    |
| 68331     | Сюндоффен    | Sundhoffen           | 12,75        | 1928                   |
| 68345     | Юршенайм     | Urschenheim          | 6,42         | 705                    |
| 68366     | Виккершвир   | Wickerschwihr        | 2,25         | 772                    |
| 68367     | Виденсолен   | Widensolen           | 10,67        | 1208                   |

АКоммуна Ридвир упразднена и с 1 января 2016 года объединена с коммуной Хольцвир в новую коммуну Порт-дю-Рид на основании Административного акта № 56 от 22 декабря 2015 года.
По закону от 17 мая 2013 и декрету от 21 февраля 2014 года количество кантонов в департаменте Верхний Рейн уменьшилось с 31 до 17. Новое территориальное деление департаментов на кантоны вступило в силу во время выборов 2015 года. После реформы кантон был упразднён. Коммуны переданы в состав кантона Энсисем (6: Арценхайм, Бальтзенайм, Виденсолен, Дюрренентзен, Кюнайм, Юршенайм), а также вновь созданного кантона Кольмар-2 (12: Андольсайм, Бишвир, Виккершвир, Гасен, Грюссенайм, Жебсайм, Мюнтсенайм, Орбур-Вир, Ридвир, Сюндоффен, Фортшвир и Хольцвир).

## Консулы кантона
| Период      | Консул              | Должность                         |
| ----------- | ------------------- | --------------------------------- |
| 1949 — 1973 | Eugène Ritzenthaler | Мэр коммуны Хольцвир (1947—1979)  |
| 1973 — 1992 | Jean-Georges Steib  | Мэр коммуны Орбур-Вир (1969—1973) |
| 1992 — 2004 | Constant Goerg      | Мэр коммуны Андольсайм            |
| 2004 — 2015 | Éric Straumann      | Мэр коммуны Гасен с 2001 года     |